# Boxe aux Jeux méditerranéens de 2022 - Poids welters hommes
L'épreuve masculine de boxe des poids welters (-69 kg) des Jeux méditerranéens de 2022 de Oran se déroule au centre EMEC Expositions Palace Hall du 27 juin au 1er juillet 2022.

## Format de la compétition
Comme tous les événements des Jeux méditerranéens, la compétition de boxe consiste en un tournoi à élimination directe. Dans cette catégorie de poids welters, cet événement va regrouper 14 boxeurs qui sont qualifiés pour la compétition. Un certain nombre de boxeurs (2 dans se cas précis) reçoivent un laissez-passer pour le tour préliminaire et se qualifient directement pour les quarts de finale. Les deux perdants des demi-finales obtiennent chacun une médaille de bronze, sans disputer de match pour la troisième place.
Tous les combats se composent de trois périodes de trois minutes où les boxeurs obtiennent des points pour chaque coup de poing porté à la tête ou sur le haut du corps de leur adversaire. Le boxeur avec le plus de points comptabilisés à la fin des périodes se qualifie. Si un boxeur se retrouve au sol et ne peut pas se lever avant que l'arbitre compte jusqu'à 10, le combat est terminé et l'adversaire est déclaré gagnant.

## Programme
Le programme présenté au 1er juin 2021 est :
|  | Tours préliminaires |  | Quart de finale |  | Demi-finale |  | Finale |

| Sports                               | Sports | Sports | Jour de compétition (juin / juillet) | Jour de compétition (juin / juillet) | Jour de compétition (juin / juillet) | Jour de compétition (juin / juillet) | Jour de compétition (juin / juillet) | Jour de compétition (juin / juillet) | Jour de compétition (juin / juillet) | Jour de compétition (juin / juillet) | Jour de compétition (juin / juillet) | Jour de compétition (juin / juillet) | Jour de compétition (juin / juillet) | Jour de compétition (juin / juillet) | Jour de compétition (juin / juillet) |
| Sports                               | Sports | Sports | 24                                   | 25                                   | 26                                   | 27                                   | 28                                   | 29                                   | 30                                   | 1                                    | 2                                    | 3                                    | 4                                    | 5                                    | 6                                    |
| ------------------------------------ | ------ | ------ | ------------------------------------ | ------------------------------------ | ------------------------------------ | ------------------------------------ | ------------------------------------ | ------------------------------------ | ------------------------------------ | ------------------------------------ | ------------------------------------ | ------------------------------------ | ------------------------------------ | ------------------------------------ | ------------------------------------ |
| Boxe                                 | Boxe   |        |                                      |                                      | 8e                                   |                                      |                                      | ¼                                    | ½                                    | F                                    |                                      |                                      |                                      |                                      |                                      |
|                                      |        |        | 24                                   | 25                                   | 26                                   | 27                                   | 28                                   | 29                                   | 30                                   | 1                                    | 2                                    | 3                                    | 4                                    | 5                                    | 6                                    |
| Jour de compétition (juin / juillet) |        |        |                                      |                                      |                                      |                                      |                                      |                                      |                                      |                                      |                                      |                                      |                                      |                                      |                                      |

## Horaires
Les temps sont donnés selon l'heure locale d’Algérie (UTC)
| Date                      | Temps         | Série               |
| ------------------------- | ------------- | ------------------- |
| Vendredi 26 juin 2022     | 18:05 - 19:18 | Huitièmes de finale |
| Mardi 29 juin 2022        | 19:27 - 20:11 | Quarts de finale    |
| Vendredi 30 juin 2022     | 19:46 - 20:02 | Demi-Finales        |
| Vendredi 1er juillet 2022 | 18:30         | Finale              |

## Médaillés
| Or                 | Argent          | Bronze                        |
| Jugurtha Ait-Bekka | Stefan Savković | Hamza El Barbari Omar Elsayed |

## Résultats

### Phase finale
|  | Demi-finales       | Demi-finales    |                    |    | Finale | Finale |
|  |                    |                 |                    |    |        |        |
|  |                    |                 |                    |    |        |        |
|  |                    |                 |                    |    |        |        |
|  | Omar Elsayed       | 0               |                    |    |        |        |
|  | Omar Elsayed       | 0               |                    |    |        |        |
|  | Stefan Savković    | 3               |                    |    |        |        |
|  | Stefan Savković    | 3               | Jugurtha Ait-Bekka | WO |        |        |
|  |                    |                 | Jugurtha Ait-Bekka | WO |        |        |
|  |                    | Stefan Savković |                    |    |        |        |
|  | Hamza El Barbari   | 1               |                    |    |        |        |
|  | Hamza El Barbari   | 1               |                    |    |        |        |
|  | Jugurtha Ait-Bekka | 2               |                    |    |        |        |
|  | Jugurtha Ait-Bekka | 2               |                    |    |        |        |

### Premiers tours

#### Première partie
|  | Huitièmes de finale | Huitièmes de finale | Huitièmes de finale |  |  | Quarts de finale    | Quarts de finale    | Quarts de finale   |   |                  | Demi-finales       | Demi-finales       | Demi-finales |  |  | Finale | Finale | Finale |
|  |                     |                     |                     |  |  |                     |                     |                    |   |                  |                    |                    |              |  |  |        |        |        |
|  |                     |                     |                     |  |  |                     |                     |                    |   |                  |                    |                    |              |  |  |        |        |        |
|  |                     |                     |                     |  |  | Gianni Dedić        | Gianni Dedić        | 0                  |   |                  |                    |                    |              |  |  |        |        |        |
|  | Hamza El Barbari    | Hamza El Barbari    | ABD                 |  |  | Hamza El Barbari    | Hamza El Barbari    | 3                  |   |                  |                    |                    |              |  |  |        |        |        |
|  | Patriot Behrami     | Patriot Behrami     |                     |  |  |                     |                     |                    |   | Hamza El Barbari | Hamza El Barbari   | 1                  |              |  |  |        |        |        |
|  | Jugurtha Ait-Bekka  | Jugurtha Ait-Bekka  | 3                   |  |  |                     | Jugurtha Ait-Bekka  | Jugurtha Ait-Bekka | 2 |                  |                    |                    |              |  |  |        |        |        |
|  | Noa Ježek           | Noa Ježek           | 0                   |  |  | Jugurtha Ait-Bekka  | Jugurtha Ait-Bekka  | ABD                |   |                  |                    |                    |              |  |  |        |        |        |
|  | Necat Ekinci        | Necat Ekinci        | 1                   |  |  | Alban Beqiri        | Alban Beqiri        |                    |   |                  |                    |                    |              |  |  |        |        |        |
|  | Alban Beqiri        | Alban Beqiri        | 2                   |  |  |                     |                     |                    |   |                  | Jugurtha Ait-Bekka | Jugurtha Ait-Bekka | 3            |  |  |        |        |        |
|  | Hugo Grau           | Hugo Grau           | 0                   |  |  |                     | Stefan Savković     | Stefan Savković    | 0 |                  |                    |                    |              |  |  |        |        |        |
|  | Omar Elsayed        | Omar Elsayed        | 2                   |  |  | Omar Elsayed        | Omar Elsayed        | 3                  |   |                  |                    |                    |              |  |  |        |        |        |
|  | Abdulhadi Nakkash   | Abdulhadi Nakkash   |                     |  |  | Ibrahim Ali         | Ibrahim Ali         | 0                  |   |                  |                    |                    |              |  |  |        |        |        |
|  | Ibrahim Ali         | Ibrahim Ali         | RSC                 |  |  |                     |                     |                    |   | Omar Elsayed     | Omar Elsayed       | 0                  |              |  |  |        |        |        |
|  | Stefan Savković     | Stefan Savković     | 3                   |  |  |                     | Stefan Savković     | Stefan Savković    | 3 |                  |                    |                    |              |  |  |        |        |        |
|  | Rafail Pafios       | Rafail Pafios       | 0                   |  |  | Stefan Savković     | Stefan Savković     | 3                  |   |                  |                    |                    |              |  |  |        |        |        |
|  |                     |                     |                     |  |  | Salvatore Cavallaro | Salvatore Cavallaro | 0                  |   |                  |                    |                    |              |  |  |        |        |        |
|  |                     |                     |                     |  |  |                     |                     |                    |   |                  |                    |                    |              |  |  |        |        |        |

## Référence
1. ↑  (en) « Oran 2022 Results », sur results.oran2022.com (consulté le 4 juillet 2022)